# Kerim Alijevics Kerimov
Kerim Alijevics Kerimov altábornagy (azeriül: Kərim Əli oğlu Kərimov, oroszul: Керим Алиевич Керимов); (1917. november 14. – 2003. március 29.) azerbajdzsáni, szovjet/orosz űrhajózási mérnök, elismert rakétatudós, egyike a szovjet űripar megteremtőinek.
Sok éven át a szovjet űrprogram központi figurája volt. Fontos szerepe ellenére személyazonosságát karrierje során titokban tartották.
Kulcsszerepet játszott azokban a sikeres szovjet űrprogramokban, amik az 1950-es évek végétől többször megdöbbentették a Nyugatot, kezdve az első mesterséges hold, a Szputnyik–1 1957-es fellövésével, az első embert a világűrbe juttató Vosztok–1 1961-es felbocsátásával, az első automatikus dokkolást végző Kozmosz–186 és Kozmosz–188 űrhajókkal 1967-ben és az első űrállomással, a Mir és Szaljut konstrukciókkal (1971 és 1991).

## Fordítás
- Ez a szócikk részben vagy egészben  a   Kerim Kerimov című angol Wikipédia-szócikk fordításán alapul.  Az eredeti cikk szerkesztőit annak laptörténete sorolja fel. Ez a jelzés csupán a megfogalmazás eredetét és a szerzői jogokat jelzi, nem szolgál a cikkben szereplő információk forrásmegjelöléseként.